# Ray Romano
Ray Romano, född 21 december 1957 i Queens i New York, är en amerikansk ståuppkomiker, skådespelare och manusförfattare. Han är framförallt känd som huvudrollsinnehavare i komediserien Alla älskar Raymond som sändes från 1996 till 2005.
Romano var även med i filmen Funny People (2009) i ett par minuter och var rösten till mammuten Manfred i Ice Age-filmerna.

## Filmografi (i urval)
- 1996–2005 – Alla älskar Raymond (TV-serie)
- 2002 – Ice Age (röst)
- 2004 – Eulogy
- 2006 – Ice Age 2 (röst)
- 2009 – Ice Age 3 (röst)
- 2012 – Ice Age 4 (röst)
- 2016 – Ice Age 5 (röst)
- 2019 – Bad Education
- 2019 – The Irishman
- 2024 – No Good Deed (TV-serie)